# Betina Kastbjerg
Betina Timm Kastbjerg (født 25. november 1971 i Herning) er en dansk politiker, der blev valgt til Folketinget for Danmarksdemokraterne i Vestjyllands Storkreds ved Folketingsvalget 2022. Hun er pr. 2025 sit partis erhvervs- forbruger- og retsordfører. Derudover er hun medlem af beskæftigelses-, erhvervs-, ligestillings-, rets- og transportudvalget samt udvalget for digitalisering og it. Hun blev valgt med 2037 stemmer, hvilket var ottendeflest af alle partiets 37 kandidater.